# Accord de coopération régionale sur la lutte contre la piraterie et les vols à main armée contre les navires en Asie

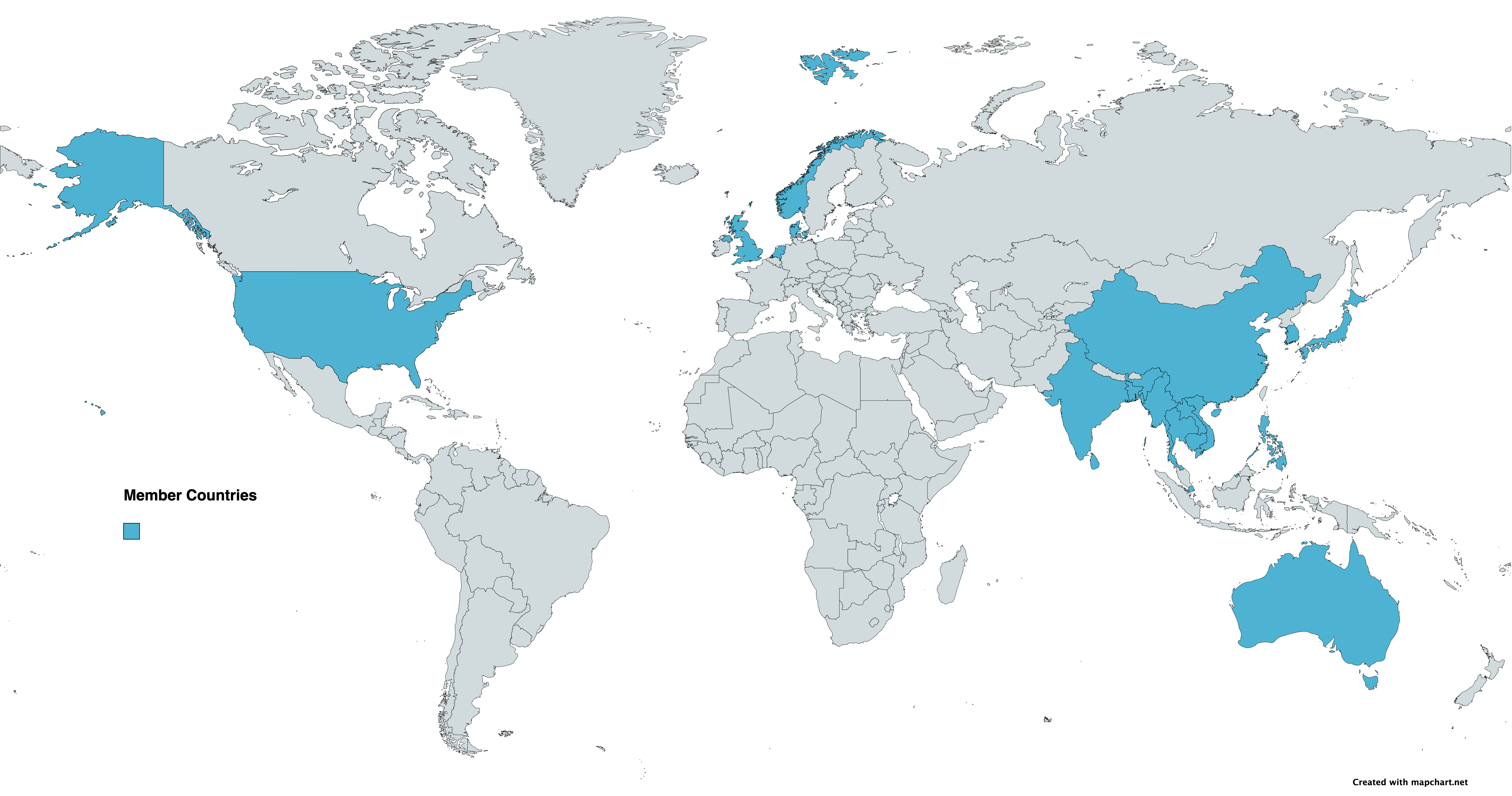
Liste des pays participant au ReCAAP

 (avril 2025).
L'Accord de coopération régionale contre la piraterie et les vols à main armée à l'encontre des navires en Asie, en abrégé ReCAAP ou RECAAP, est un accord multilatéral conclu en novembre 2004 entre 16 pays asiatiques. Il institue notamment le  RECAAP ISC (pour Information Sharing Centre, Centre de partage d'informations), qui vise à faciliter la diffusion d'informations liées à la piraterie.
À ce jour, 21 pays de différents continents ont ratifié l’accord ReCAAP.

## Historique
Le ReCAAP est le premier accord régional entre gouvernements visant à promouvoir et à renforcer la coopération contre la piraterie et les vols à main armée contre les navires en Asie. Proposé en 1999, il entre en vigueur en novembre 2006 après une ratification par les États membres. À ce jour, 21 États (14 pays asiatiques, 5 pays européens, l’Australie et les États-Unis) sont devenus parties contractantes au ReCAAP
| Australie  | Bangladesh  | Brunei       |
| Cambodge   | Chine       | Danemark     |
| Inde       | Japon       | Corée du Sud |
| Laos       |             | Pays-Bas     |
| Norvège    | Philippines | Singapour    |
| Sri Lanka  | Thaïlande   | Royaume-Uni  |
| États-Unis | Viêt Nam    | Allemagne    |

## Structure
Le ReCAAP est un réseau de sécurité décentralisé, comprenant l'ISC (Centre de partage d'informations) d'un centre de sécurité de l'information (ISC) et d'un Conseil d'administration. L'ISC sert également de plate-forme d'échange d'informations avec les agences régionales (ReCAAP Focal Points) via le système de réseau d'information (IFN). Composé d'un représentant de chaque membre contractant, le Conseil d'administration est chargé de superviser un Focal Point et de gérer les procédures de l'ISC.

## Centre de partage d'informations ReCAAP (ISC)
Créé dans le cadre de l’accord RecAAp, l'ISC a été officiellement lancé le 29 novembre 2006 à Singapour. Actuellement, son directeur exécutif est un ancien chef de la Garde côtière indienne, Krishnaswami Natarajan.
L’ISC a permis une coopération afin de réduire les actes de piraterie et de vol dans les eaux nationales. Il fournit une assistance à l’analyse des données pour améliorer la capacité des autorités à faire face à la piraterie grâce au partage d’informations sur la sécurité régionale, aux mesures de renforcement des capacités et à la planification d’accords de coopération.